# Ulrik Christian Gyldenløve (1630–1658)
Ulrik Christian Gyldenløve, född den 7 juli 1630, död den 11 december 1658, var en dansk krigare, "oäkta barn" till Kristian IV av Danmark och dennes kammarpiga tillika älskarinna Vibeke Kruse.

## Biografi
Gyldenløve tjänstgjorde 1644–45 som ryttmästare i kriget i Jylland och utmärkte sig 1648–54 i spansk tjänst i Flandern, där han lärde krigskonsten under Turenne och Condé. Ulrik Christian Gyldenløve fick i februari 1645 överta Skinnerups gård av sin far, men han var inte tillfreds med dess namn och gården var fallfärdig. Han byggde om gården till ett gods och gav det namnet Ulriksholm. Med Ulriksholm gavs Ulrik Christian Gyldenløve titeln greve.
Gyldenløve var riksgeneral och var överbefälhavare för den danska hären under Karl X Gustavs första danska krig. Han red i spetsen för den danska studenthären som 1658 angrep den svenska armén, vilken tog betäckning i skyttegravar runt Köpenhamn. När svenskarna stormade Kallebodstrand i Köpenhamn, där Gyldenløve hade sitt huvudkvarter, utkämpades en blodig strid mellan den dansk-holländska hären och den svensk-tyska. I striden dödades Ulrik Christian Gyldenløve.
Gyldenløvesgade i København och Odense är uppkallade efter honom. Han är även omtalad i J. P. Jacobsens roman Fru Marie Grubbe.